# Kurdjumovia plana
Kurdjumovia plana is een vliesvleugelig insect uit de familie Encyrtidae. De wetenschappelijke naam is voor het eerst geldig gepubliceerd in 1977 door Trjapitzin.